# Мохаммед Ібрахем Хаджеях
Мохаммед Ібрахем Хаджеях (араб. محمد إبراهيم, нар. 7 лютого 1962, Ель-Кувейт) — кувейтський футболіст, що грав на позиції півзахисника за клуб «Аль-Кадісія» та національну збірну Кувейту.
По завершенні ігрової кар'єри — тренер, відомий роботою з низкою кувейтських клубних команд та збірною країни.

## Клубна кар'єра
У дорослому футболі дебютував 1980 року виступами за команду «Аль-Кадісія», кольори якої і захищав протягом усієї своєї кар'єри гравця, що тривала 16 років.

## Виступи за збірну
Протягом 1985–1993 років захищав кольори національної збірної Кувейту.

## Кар'єра тренера
Розпочав тренерську кар'єру невдовзі по завершенні кар'єри гравця, 1998 року, очоливши тренерський штаб рідного клубу «Аль-Кадісія».
2004 року став головним тренером національної збірної Кувейту, зокрема керував її діями на тогорічному кубку Азії в Китаї, де його команда попри перемогу над збірною ОАЕ не подолала груповий етап.
Пізніше тренував національну команду Кувейту також у 2005 та протягом 2008–2009 років.
Також працював на клубному рівні, тренуючи ту ж «Аль-Кадісію», а також «Аль-Сальмію», «Аль-Кувейт» та «Аль-Арабі».

## Титули і досягнення

### Гравець
- Чемпіон Кувейту: 1991–92
- Володар Кубка Еміра Кувейту: 1994, 1999

Збірні
- Переможець Кубка націй Перської затоки: 1990

### Тренер
- Чемпіон Кувейту: 2002–03, 2004–05, 2008–09, 2009–10, 2010–11, 2013–14, 2014–15
- Володар Кубка Еміра Кувейту: 2003, 2007, 2010, 2013
- Володар Кубка наслідного принца Кувейту: 2004, 2005, 2006, 2009, 2013, 2014
- Володар Кубка Федерації футболу Кувейту: 2011, 2013
- Володар Кубка Аль-Хурафі: 2003, 2006
- Володар Суперкубка Кувейту: 2009, 2011, 2013, 2014, 2015
- Володар Кубка АФК: 2014
- Володар Клубного кубка чемпіонів Перської затоки: 2000, 2005